# My.com
My.com est une filiale internationale de la société Mail.ru qui propose des jeux, des services et produits liés à Internet. My.com travaille sous les marques et services myMail, myChat et Maps.me,. My.com a son siège à Amsterdam, aux Pays-Bas et un bureau américain à Mountain View, en Californie.

## Produits

### myMail
myMail est une application de messagerie mobile conçue pour remplacer les plates-formes natives d’iOS et Android en connectant les comptes de messagerie existants d'un utilisateur à un emplacement unique et en proposant également de nouvelles adresses de messagerie @my.com. Il propose des notifications push personnalisables en temps réel. MyMail a remporté un prix de distinction dans la catégorie application pour mobiles/productivité des Communicator Awards.

### myChat
myChat est une messagerie instantanée mobile pour Android, IOS et Windows Phone, qui offre une messagerie transparente en mode texte, voix et vidéo.

### Maps.me et GuideWithMe
Maps.me est une application mobile pour Android, IOS et BlackBerry qui fournit des cartes hors ligne à l'aide de données OpenStreetMap.
GuideWithMe sont des guides de voyage hors ligne basés sur les données ouvertes de Wikivoyage.